# تاریخ بزرگ

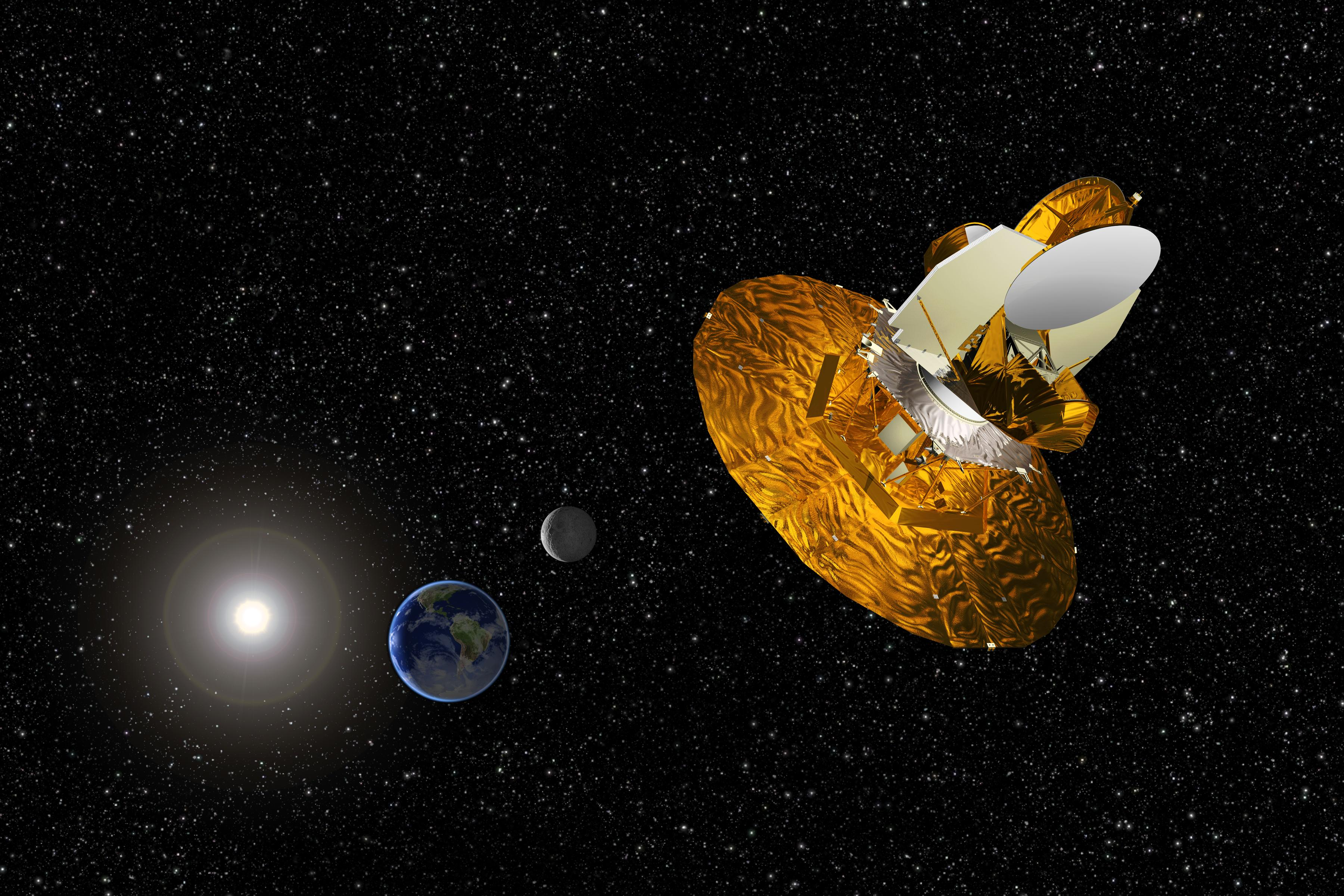
تصویری از ماهوارهٔ کاوشگر ناهمسان‌گرد ریزموجی ویلکینسون در حال جمع‌آوری اطلاعات برای دانشمندان تاریخ بزرگ

تاریخ بزرگ (انگلیسی: Big History) یک رشتهٔ دانشگاهی نوظهور است که به مطالعهٔ تاریخ از مه‌بانگ تا امروز می‌پردازد. در این رشته، بازه‌های زمانی طولانی با استفاده از رویکرد چندرشته‌ای و مبتنی بر مجموعه‌ای از علوم تجربی و انسانی مورد مطالعه قرار می‌گیرد.
دیوید کریسچن، مورخ آمریکایی در سال ۲۰۰۸ مبحثی را مطرح کرد تحت عنوان «تاریخ بزرگ» که به بیان تاریخ ۱۳/۸میلیارد ساله کیهان در هشت آستانه می‌پردازد.
این آستانه‌ها عبارتند از:
۱/ مهبانگ ۱۳/۸میلیارد سال پیش
۲/ تشکیل ستاره‌ها ۱۳/۶ میلیارد سال پیش
۳/ تشکیل منظومه خورشیدی ۴/۶ میلیارد سال پیش
۴/ به‌وجود آمدن حیات ۳/۵ میلیارد سال پیش
۵/ انفجار کامبرین ۵۵۰ میلیون سال پیش
۶/ پیدایش انسان ۶ میلیون سال پیش
۷/ انقلاب کشاورزی ۱۱هزار سال پیش
۸/ انقلاب صنعتی ۲۵۰ سال پیش
از سال ۲۰۱۰ این مبحث با سرمایه‌گذاری بیل گیتس به عنوان یک رشته دانشگاهی در بیش از هشتصد مؤسسه آموزشی مطرح شد. هدف نهایی تحت پوشش قراردادن تمام مدارس و دانشگاه‌های جهان است.